# Ронелл, Энн
Энн Ро́нелл (англ. Ann Ronell), урождённая — Ро́зенблатт (англ. Rosenblatt; 25 декабря 1905, Омаха, Небраска, США — 25 декабря 1993, Нью-Йорк, Нью-Йорк, США) — американский композитор и поэт-песенник. Дважды номинантка на премию «Оскар» (1946) в номинациях «Лучшая музыка, песня к фильму» (за песню «Linda») и «Лучший саундтрек для драматических/комедийных картин» за фильм «История рядового Джо» (1945).

## Ранние годы
Ронелл родилась в Омахе, штат Небраска, в семье Морриса и Молли Розенблатт. Ронелл окончила Центральную среднюю школу Омахи в 1923 году. Она поступила в Уитон-колледж, штат Массачусетс, но после второго курса обучения перешла на более серьёзное музыкальное образование. Она окончила колледж Рэдклифф, где она изучала музыку с Уолтером Пистоном. Во время учёбы в Рэдклиффе, Ронелл писала музыку для студенческих пьес, делала обзоры и давала интервью для музыкальной публикации школы. После интервью Джорджа Гершвина, она завязала дружбу с композитором, который нанял её в качестве пианистки для репетиции своего шоу «Розали». Именно Гершвин предложил ей фамилию с Розенблатт на Ронелл.

## Музыкальная карьера
Ронелл, наряду с Дороти Филдс, Даной Суесс и Кей Свифт, была одной из первых успешных женщин-композиторов или либреттистов в Голливуде и Тин-Пан-Аллее. В 1929 году она написала свою первую песню, «Down By the River», для шоу. В 1930 году она написала свой первый хит «Baby's Birthday Party». Первоначально написанная для мюзикла, Ронелл обошла несколько музыкальных издателей с песней безрезультатно, пока Famous Music не согласилась опубликовать её. В 1932 году она выпустила ещё две песни, которые снискали ей известность, «Rain on the Roof» и «Willow Weep for Me», последнюю из которых она посвятила Джорджу Гершвину.
В 1933 году Ронелл переехала в Голливуд. Там она написала первую хитовую песню «Диснея» «Who's Afraid of the Big Bad Wolf?» с Фрэнком Черчиллем для мультфильма «Три поросёнка» (1933). Она была известна тем, что стала одним из нескольких композиторов того времени которые обрабатывали как музыку, так и тексты.
Она написала текст и музыку для бродвейского мюзикла «Посчитай меня» (1942). Она написала песни для фильмов, включая «Вальс шампанского» (1937) и «Блокада» (1938), и написала саундтрек для фильмов, в том числе для «История рядового Джо» (1945) Коуэна, экранизации мюзикла Вейля / Нэша «Одно касание Венеры» (1948) и «Счастливой любви братьев Маркс» (1949). Она служила музыкальным директором «Главной улицы до Бродвея» (1953). Она была номинирована за «Лучшую песню», «Linda», и, с соавтором Луисом Эпплбаумом, за «Лучший саундтрек» за работу над «Историей рядового Джо».

## Семья
Она вышла замуж за продюсера Лестера Коуэна в 1935 году и оставалась за ним замужем до его смерти 21 октября 1990 года. У пары не было детей.